# Епархия Тулькана
Епархия Тулькана (лат. Dioecesis Tulcanensis) — епархия Римско-католической церкви с центром в городе Тулькан в Эквадоре.

## Территория
Епархия включает в себя территорию провинции Карчи в Эквадоре. Входит в состав митрополии Кито. Кафедральный собор Святого Архангела Михаила находится в городе Тулькан. Территория диоцеза разделена на 25 приходов. В епархии служат 39 священников (36 приходских и 3 монашествующих), 3 монаха, 101 монахиня.

## История
Епархия Тулькана была создана 17 марта 1965 года на части епархии Ибарры буллой «Силою Церкви» (лат. Praegrave Ecclesiae) римского папы Павла VI.

## Ординарии
- Луис-Клементе де ла Вега-Родригес (17.3.1965 — 4.5.1987);
- Херман-Траяно Павон-Пуэнте (28.1.1989 — 19.4.2001), назначен епископом Амбато);
- Луис-Антонио Санчес-Армихос, S.D.B. (15.6.2002 — 22.2.2010), назначен епископом Мачалы;
- Фаусто Гайбор-Гарсия (3.5.2011 — 4.06.2021, до смерти);
  - Луис Бернардино Нуньес Вильясис (5.07.2021 — 6.08.2021, не принял должность — избранный епископ);
- Карлос Вашингтон Йепес Нараньо (16.05.2023 — по настоящее время).